# Cees Nieuwenhuizen
Cornelis Wilhelmus (Cees) Nieuwenhuizen (Bergen (NH), 31 januari 1950) is een Nederlands componist, musicoloog en pianist. Hij is wereldwijd bekend geworden met reconstructies en voltooiingen van werken van Ludwig van Beethoven. 

## Opleiding
Nieuwenhuizen studeerde piano, compositie en muziektheorie in Alkmaar (Nederland) en vervolgens aan het Koninklijk Conservatorium in Den Haag (Nederland). Daar studeerde hij piano bij Else Krijgsman en compositie bij de Nederlandse componisten Daan Manneke en Simeon ten Holt. Na zijn afstuderen in 1982 vestigde Nieuwenhuizen zich als zelfstandig componist en muziekpedagoog.

## Beethovenreconstructies

### Inleiding
In 2003 kwam Nieuwenhuizens eerste gereconstrueerde werk van Ludwig van Beethoven tot stand. Samen met musicoloog Jos van der Zanden reconstrueerde hij het tweede deel van een concert dat Beethoven schreef voor hobo en orkest in F (Hess 12). Het largo is gebaseerd op schetsen die Beethoven maakte toen hij in 1793 les had van Haydn en is alleen in schetsvorm overgeleverd. Deze schetsen zijn afkomstig uit het Kafka Sketchbook, dat in 1960 in de British Library werd ontdekt. Daarop noteerde Beethoven de hoofdmelodie en een enkele baslijn. De akkoorden die de melodie schragen en de precieze instrumentatie ontbreken. De wereldpremière werd gespeeld in het Rotterdamse De Doelen, door het Rotterdams Kamerorkest onder leiding van Conrad van Alphen. De hobopartij werd gespeeld door Alexei Ogrintchouk.

### Ethische overwegingen
Er is, naast enthousiasme, ook kritiek op de reconstructies van Cees Nieuwenhuizen. Critici voeren aan dat Nieuwenhuizen zich niet beperkt tot de daadwerkelijk door Beethoven geschreven noten en hiermee zijn boekje te buiten gaat. Het toevoegen van noten is in hun opinie musicologisch niet verantwoord. Voorstanders voeren aan dat Cees Nieuwenhuizen zich bij het reconstrueren van deze Beethoven schetsen richt op het tot stand komen van een speelbare partituur, zodat deze ook daadwerkelijk door orkesten uitgevoerd kan worden. Het gaat om schetsen van voldoende omvang die echter in ruwe geschreven vorm vaak niet geschikt zijn voor concertuitvoeringen. Omdat er ook geen speelbare partituren voorhanden zijn kunnen deze werken niet geprogrammeerd worden door concertorganisaties of in Beethoven-festivals uitgevoerd worden.  Nieuwenhuizen tracht de kritiek verder te weerleggen door te benadrukken dat de reconstructies het grote publiek in staat stellen zich zelf een beeld te vormen van Beethovens ontwikkeling. Daarbij reikt hij een suggestie aan door met spaarzaam toegevoegd materiaal, rekening houdend met de ontwikkelingsperiode en het tijdsbeeld van Beethoven, zijn authentieke idee te presenteren in een voltooid werk. Met deze inspanning is het stuk voor het publiek toegankelijk gemaakt en kan iedereen, vakgenoten en andere liefhebbers, zich zelf een oordeel vormen.

### Gepubliceerde uitgaven
1. Adagio in D for piano and orchestra (Deest 42, 'Adagio zum Concert aus A',)
2. Piano Concerto in F (original version of Symfonie Nr 8, Opus 93)
3. Violin concerto in C (WoO5, Hess 10)
4. Oboe Concerto in B flat, 2nd. part, Largo (Hess 12)
5. Prelude and Fugue in C, version for string orchestra (Hess 31)
6. Maestoso and Fugue in d and D for string orchestra (Hess 40 and opus 137)
7. Piano Trio nr. 15 in Es (Opus 63)
8. Fantasia Sonata in D, 1791/92, sonata quasi una fantasia for piano (deest 45)
9. Rondo in A for pianoforte & Orchestra
10. Erlkönig, song for soprano or tenor and piano (WoO 131)